# Primera División (Nicaragua)
La Primera División è il campionato di calcio di massima serie del Nicaragua. Venne creato nel 1931 ed è composto da dieci squadre.

## Formula
La formula attuale del campionato prevede la divisione in due tornei nel corso della stagione (Apertura e Clausura), ciascun torneo è composto da 8 squadre che si affrontano in gare di andata e ritorno. Le prime quattro squadre qualificate accedono alle semifinali e poi alla finale, entrambe disputate in gare di andate e ritorno. Alla fine della stagione la squadra campione del Torneo Apertura affronta la vincente del Torneo Clausura per decretare il campione nazionale, se entrambi i tornei vengono vinti dallo stesso club il titolo viene assegnato automaticamente.

## Storia
Il campionato venne disputato per la prima volta nel 1931. Dal 1985 il torneo ha assunto la denominazione di Campeonato nacional e vi prendono parte squadre provenienti da tutto il paese. Sino al 1994 il torneo si disputava durante l'anno solare, a partire dalla stagione 1994-95 la manifestazione ha cominciato a svolgersi a cavallo degli anni solari, sul modello dei campionati europei. Sino al 2003 il campionato si svolgeva con la formula di un torneo unico che, suddiviso in varie fasi, laureava un campione nazionale dopo una partita di finale. Dal 2004 venne adottata la formula ancora in vigore che prevede due tornei stagionali i cui campioni si scontrano in una gran finale che decreta il campione nazionale.
A partire dalla stagione 2017/18, le due fasi di Apertura e Clausura assegnano ciascuna un titolo nazionale.

## Primera División de Nicaragua - 2023-2024

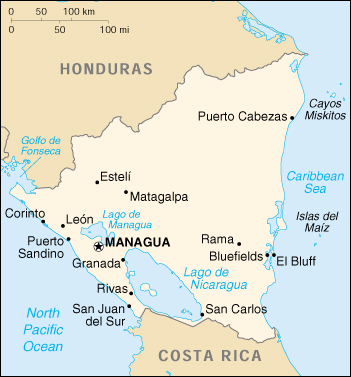
Nicaragua.

| Club                    | Città     |
| ----------------------- | --------- |
| Municipal Jalapa        | Jalapa    |
| Diriangén               | Diriamba  |
| Deportivo Sebaco        | Matagalpa |
| Managua                 | Managua   |
| San Francisco Masachapa | Masachapa |
| Matagalpa FC            | Matagalpa |
| Ocotal                  | Ocotal    |
| Real Estelí             | Estelí    |
| UNAN                    | Managua   |
| Walter Ferreti          | Managua   |

## Albo d'oro
- 1931: sconosciuto
- 1932: sconosciuto
- 1933:  Alas
- 1934:  Club Atlético
- non disputato dal 1935 al 1938
- 1939:  Lido
- 1940:  Diriangén
- 1941:  Diriangén
- 1942:  Diriangén
- 1943:  Diriangén
- 1944:  Diriangén
- 1945:  Diriangén
- 1946:  Ferrocarril
- 1947:  Colegio C-A
- 1948:  Ferrocarril
- 1949:  Diriangén

- 1950:  Aduana
- 1951:  Aduana
- 1952: sconosciuto
- 1953:  Diriangén
- 1954:  La Salle
- 1955:  Aduana
- 1956:  Diriangén
- 1957: sconosciuto
- 1958:  Club Atlético
- 1959:  Diriangén
- 1960:  La Nica
- 1961:  Santa Cecilia
- non disputato dal 1962 al 1964
- 1965:  Santa Cecilia
- 1966:  Flor de Caña
- 1967:  Flor de Caña

- 1968:  Universidad Centroamericana
- 1969:  Diriangén
- 1970:  Diriangén
- 1971:  Santa Cecilia
- 1972:  Santa Cecilia
- 1973:  Santa Cecilia
- 1974:  Diriangén
- 1975:  Universidad Centroamericana
- 1976:  Universidad Centroamericana
- 1977:  Universidad Centroamericana
- non disputato dal 1978 al 1979
- 1980:  Bufalos Rivas
- 1981:  Diriangén
- 1982:  Diriangén
- 1983:  Diriangén
- 1984:  Deportivo Masaya

### Torneo unico (anno solare)
| Stagione | Campione         | Finale        | Finalista       |
| -------- | ---------------- | ------------- | --------------- |
| 1985     | América Managua  | ?             | Diriangén       |
| 1986     | Deportivo Masaya |               |                 |
| 1987     | Diriangén        | ?             | América Managua |
| 1988     | América Managua  | ?             | Diriangén       |
| 1989     | Diriangén        |               |                 |
| 1990     | América Managua  | ?             | Walter Ferreti  |
| 1991     | Real Estelí      | 1-1 (7-6 dcr) | Diriangén       |
| 1992     | Diriangén        |               |                 |
| 1993     | Juventus Managua |               |                 |
| 1994     | Juventus Managua |               |                 |

### Torneo unico
| Stagione | Campione         | Finale             | Finalista      |
| -------- | ---------------- | ------------------ | -------------- |
| 1994-95  | Diriangén        | ?                  | Real Estelí    |
| 1995-96  | Diriangén        | 1-0                | Bautista       |
| 1996-97  | Diriangén        | 2-1                | Real Estelí    |
| 1997-98  | Walter Ferreti   | 1-0                | Masachapa      |
| 1998-99  | Real Estelí      | 0-0 (3-1 dcr)      | Diriangén      |
| 1999-00  | Diriangén        | 1-0 (dts)          | Walter Ferreti |
| 2000-01  | Walter Ferreti   | 0-0; 0-0 (5-3 dcr) | Diriangén      |
| 2001-02  | Deportivo Jalapa | 1-1; 4-0           | Walter Ferreti |
| 2002-03  | Real Estelí      | 0-1; 3-0           | Diriangén      |

### Doppio torneo stagionale (Apertura e Clausura)
| Stagione | Vincente Apertura | Vincente Clausura | Finale A/R                                                                  | Campione       |
| -------- | ----------------- | ----------------- | --------------------------------------------------------------------------- | -------------- |
| 2003-04  | Real Estelí       | Real Estelí       | —                                                                           | Real Estelí    |
| 2004-05  | Diriangén         | Diriangén         | —                                                                           | Diriangén      |
| 2005-06  | Diriangén         | Real Estelí       | Real Estelí - Diriangén 1-2 Diriangén - Real Estelí 0-1                     | Diriangén      |
| 2006-07  | Real Estelí       | Real Estelí       | —                                                                           | Real Estelí    |
| 2007-08  | Real Estelí       | Real Estelí       | —                                                                           | Real Estelí    |
| 2008-09  | Real Estelí       | Real Estelí       | —                                                                           | Real Estelí    |
| 2009-10  | Walter Ferreti    | Real Estelí       | Walter Ferreti - Real Estelí 1-1 Real Estelí - Walter Ferreti 0-0           | Real Estelí    |
| 2010-11  | Walter Ferreti    | Real Estelí       | Real Estelí - Walter Ferreti 1-0 Walter Ferreti - Real Estelí 2-1 (2-4 dcr) | Real Estelí    |
| 2011-12  | Real Estelí       | Real Estelí       | —                                                                           | Real Estelí    |
| 2012-13  | Real Estelí       | Real Estelí       | —                                                                           | Real Estelí    |
| 2013-14  | Real Estelí       | Real Estelí       | —                                                                           | Real Estelí    |
| 2014-15  | Walter Ferreti    | Real Estelí       | Real Estelí - Walter Ferreti 0-1 Walter Ferreti - Real Estelí 1-1           | Walter Ferreti |
| 2015-16  | UNAN              | Real Estelí       | Real Estelí - UNAN 2-0 UNAN - Real Estelí 1-1                               | Real Estelí    |
| 2016-17  | Real Estelí       | Real Estelí       | —                                                                           | Real Estelí    |

### Doppio torneo stagionale (un campione per fase)
| Stagione      | Campione       | Finale           | Finalista      |
| ------------- | -------------- | ---------------- | -------------- |
| Apertura 2017 | Walter Ferreti | 1 - 1            | Managua        |
| Clausura 2018 | Diriangén      | 3 - 2            | Real Estelí    |
| Apertura 2018 | Managua        | 1 - 0            | Real Estelí    |
| Clausura 2019 | Real Estelí    | 3 - 3            | Managua        |
| Apertura 2019 | Real Estelí    | 2 - 1            | Managua        |
| Clausura 2020 | Real Estelí    | 4 - 2            | Managua        |
| Apertura 2020 | Real Estelí    | 1 - 0            | Diriangén      |
| Clausura 2021 | Diriangén      | 3 - 1            | Managua        |
| Apertura 2021 | Diriangén      | 1 - 0            | Real Estelí    |
| Clausura 2022 | Diriangén      | 2- 2 (4 - 2 dcr) | Walter Ferreti |
| Apertura 2022 | Real Estelí    | 4- 4 (4 - 3 dcr) | Walter Ferreti |
| Clausura 2023 | Real Estelí    | 3 - 0            | Diriangén      |
| Apertura 2023 | Diriangén      | 2 - 1            | Real Estelí    |
| Clausura 2024 | Diriangén      | 3 - 2            | Real Estelí    |
| Apertura 2024 | Diriangén      | 4 - 3            | Real Estelí    |
| Clausura 2025 | Managua        | 3 - 1            | Real Estelí    |

## Vittorie per squadra
| Club                        | Vittorie | Stagioni |
| --------------------------- | -------- | --- |
| Diriangén                   | 33       | 1940, 1941, 1942, 1943, 1944, 1945, 1949, 1953, 1956/57, 1959, 1969, 1970, 1974, 1981, 1982, 1983, 1987, 1989, 1992, 1994/95, 1995/96, 1996/97, 1999/00, Apertura 2004, Clausura 2005, 2005/06, Clausura 2018, Clausura 2021, Apertura 2021, Clausura 2022, Apertura 2023, Clausura 2024, Apertura 2024 |
| Real Estelí                 | 20       | 1991, 1998/99, 2002/03, 2003/04, 2006/07, 2007/08, 2008/09, 2009/10, 2010/11, 2011/12, 2012/13, 2013/14, 2015/16, 2016/17, Clausura 2019, Apertura 2019, Clausura 2020, Apertura 2020, Apertura 2022, Clausura 2023                                                                                     |
| Santa Cecilia               | 5        | 1961, 1965 ,1971, 1972, 1973 |
| Universidad Centroamericana | 4        | 1968, 1975, 1976, 1977 |
| Walter Ferreti              | 4        | 1997/98, 2000/01, 2014/15, Apertura 2017 |
| América Managua             | 3        | 1985, 1988, 1990 |
| Aduana                      | 3        | 1950, 1951, 1955 |
| Deportivo Masaya            | 2        | 1984, 1986 |
| Club Atlético               | 2        | 1934, 1958 |
| Ferrocarril                 | 2        | 1946, 1948 |
| Flor de Caña                | 2        | 1966, 1967 |
| Juventus Managua            | 2        | 1993, 1994 |
| Managua                     | 2        | Apertura 2018, Clausura 2025 |
| Alas                        | 1        | 1933 |
| Bufalos Rivas               | 1        | 1980 |
| Colegio C-A                 | 1        | 1947 |
| Deportivo Jalapa            | 1        | 2001/02 |
| La Salle                    | 1        | 1954 |
| La Nica                     | 1        | 1960 |
| Lido                        | 1        | 1939 |